# オリンピック公園駅 (北京市)
オリンピック公園駅（オリンピックこうえんえき）は中華人民共和国北京市朝陽区にある、北京地下鉄の駅。8号線と15号線が乗り入れ、接続駅となっている。

## 歴史
8号線のオリンピック公園駅は2005年6月8日に建築が開始され、主要な構造物は2006年9月8日に完成した。 2008年7月19日に8号線の駅が開業したが、8号線自体が北京オリンピック・パラリンピックの影響で、オリンピック村に登録されたメディア関係者・ボランティア・選手・コーチ等の関係者のみしか利用ができなかった。同年7月30日、夏季オリンピック開会式のリハーサルのため、リハーサルチケットを保持する観客にも開放された。その後のオリンピックとパラリンピックの間はオリンピックID登録カードを所有する者と観戦チケットを所有する観客にも解放されたが、2008年9月1日から10月8日までは運行を中止していた。同年10月9日に公式に一般公開された。
2009年、15号線の建設計画が承認され、オリンピック公園駅が15号線と8号線の乗換駅となることが決定した。15号線の駅は2011年1月に建設が開始され、2014年12月28日に開業した。

## 駅構造
地下駅。8号線と15号線の駅施設は別々にあり、互いは連絡通路で結ばれている。駅真上から見ると"L"字を180度回転した形となっている。
8号線は改札階が地下1階、ホーム階が地下2階となっている。ホームは全長228.2m、幅24.9メートルの島式1面2線を有する。開業当初からホームドア設置。『海』をテーマとしたデザインとなっている。
15号線は改札階が地下3階、ホーム階が地下4階となっている。ホームは全長205.5m、幅23.3mの島式1面2線を有する。開業当初からホームドア設置。

### のりば
両路線ともに案内上ののりば番号は設定されていない。
| 8号線ホーム (B2F)  | 8号線ホーム (B2F) | 8号線ホーム (B2F)        |
| ------------------ | ----------------- | ------------------------ |
| 北方向             | 8号線             | 霍営・朱辛荘方面         |
| 南方向             | 8号線             | 北土城・前門・瀛海方面   |
| 15号線ホーム (B4F) |                   |                          |
| 西方向             | 15号線            | 六道口・清華東路西口方面 |
| 東方向             | 15号線            | 大屯路東・望京・俸伯方面 |

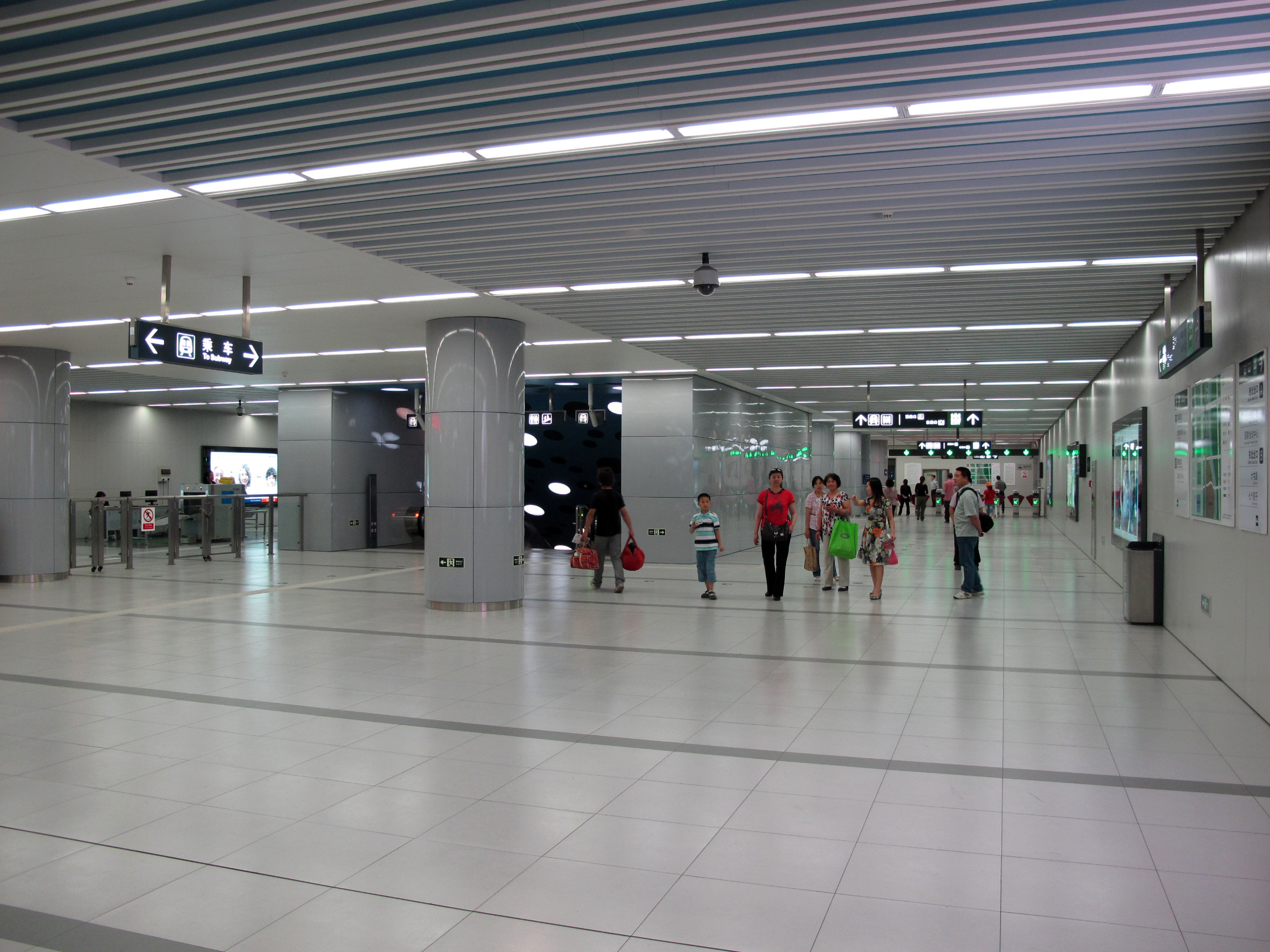
8号線コンコース
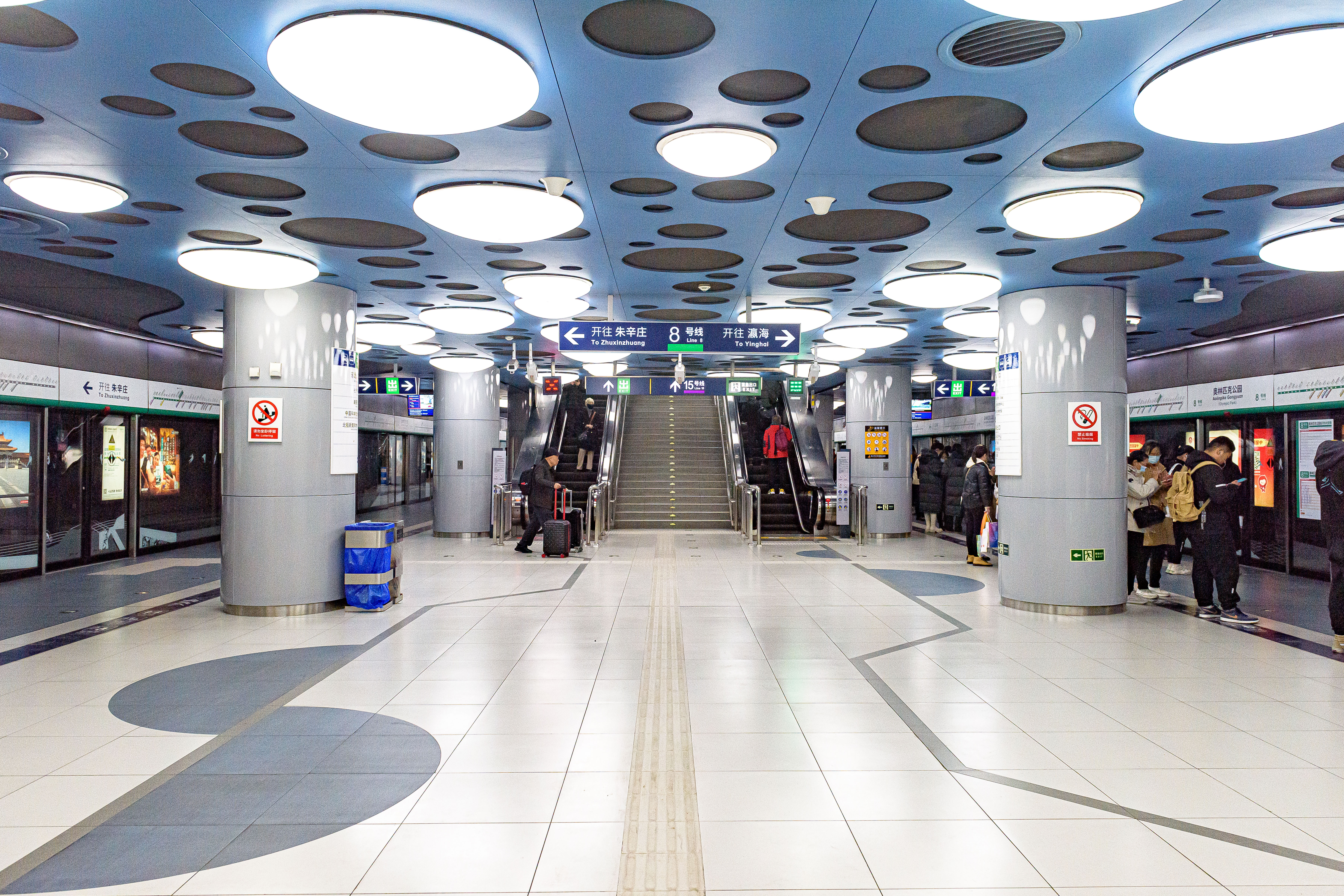
8号線ホーム
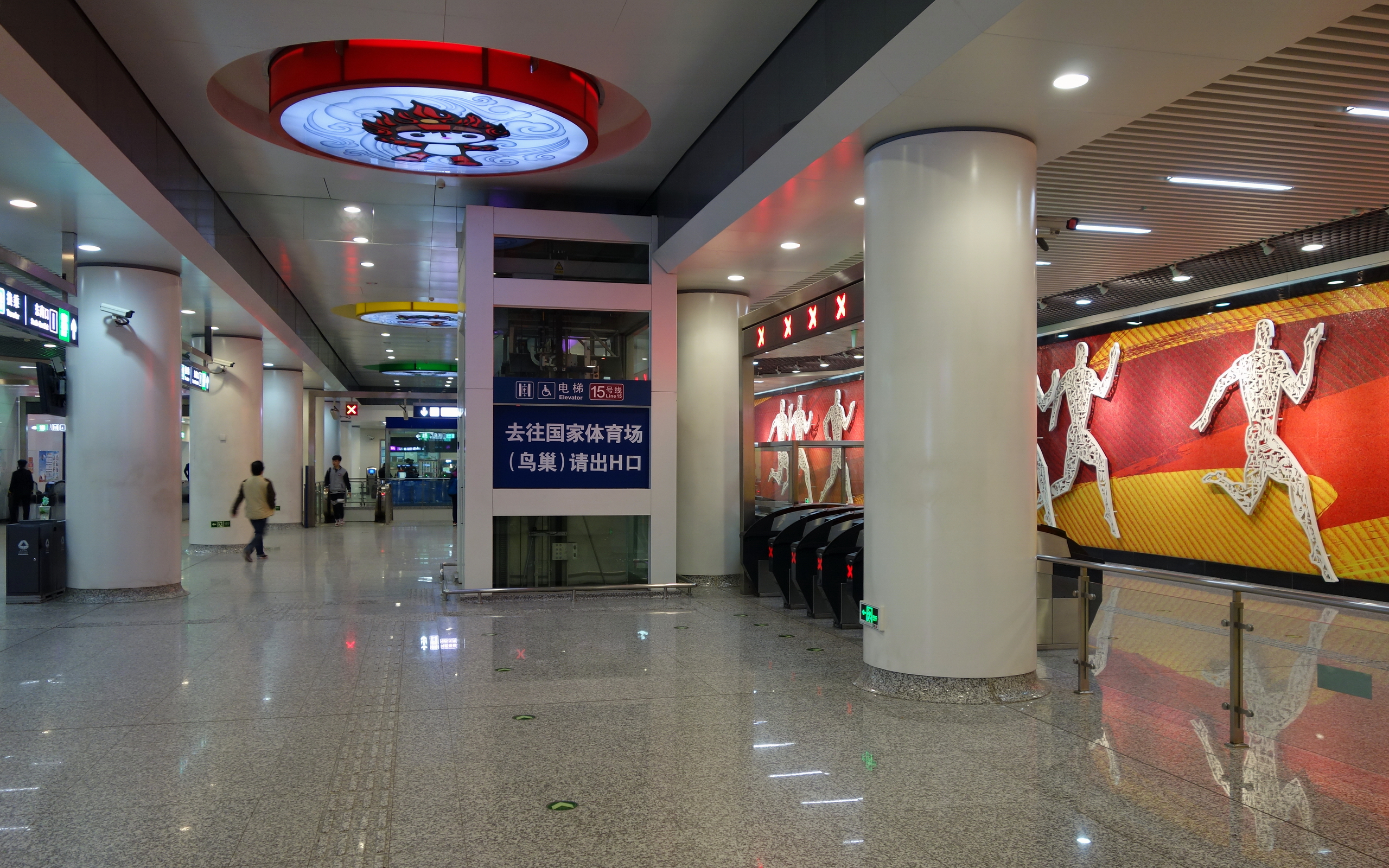
15号線コンコース
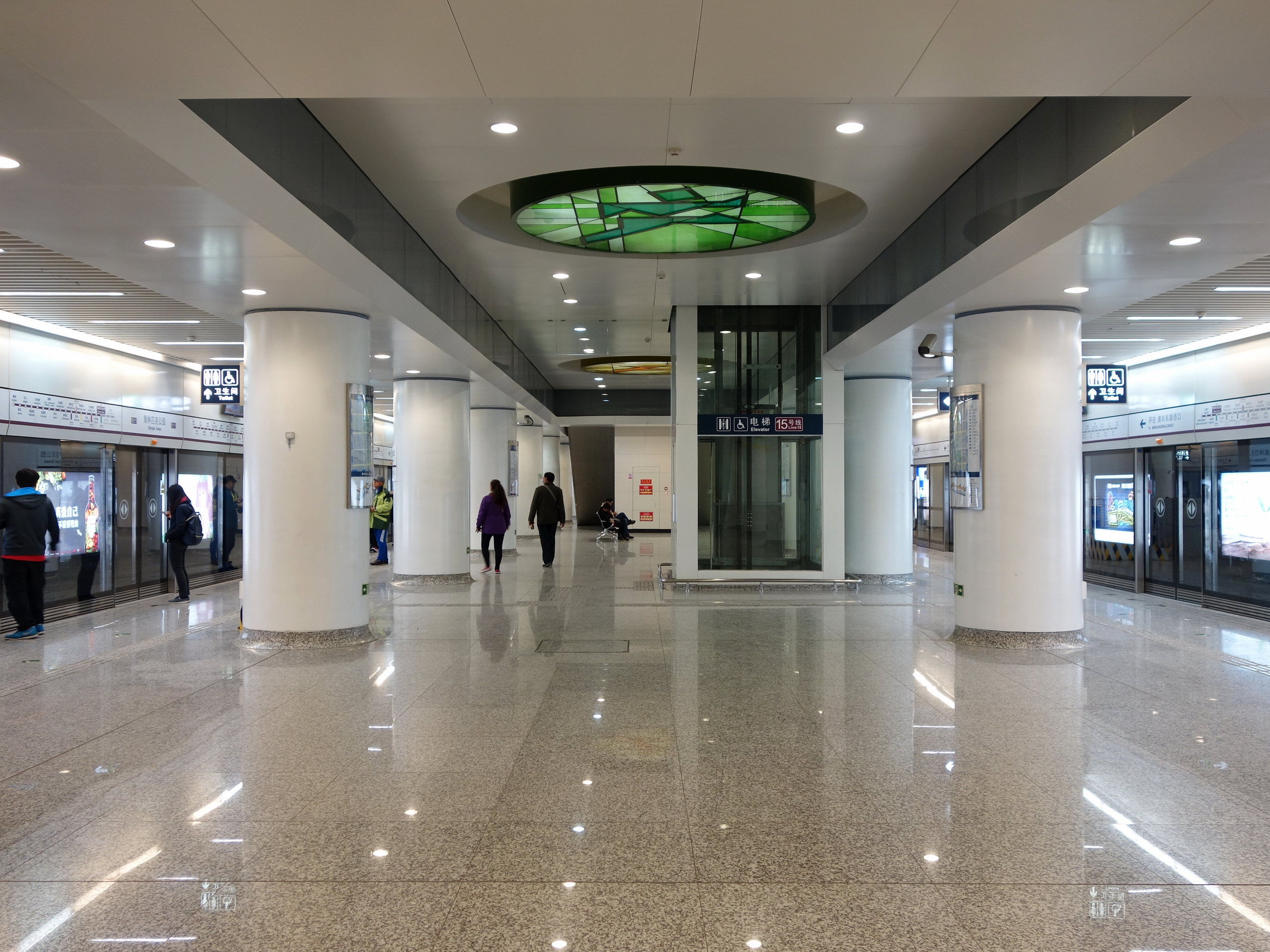
15号線ホーム

## 駅周辺
2008年北京オリンピック・パラリンピックの中心地として整備された街並みが広がる。
- 北京国家体育場（鳥の巣）
- 北京国家水泳センター（水立方）
- 北京国家体育館
- 国家会議中心撃剣館
- 国奥金冠奥運村足球営
- 新奥体育公園
- 中国科学技術館（中国語版）
- 中国科学院
- 北京同仁堂新奥購物中心

## 隣の駅
北京地下鉄
 8号線
森林公園南門駅 - 奥林匹克公園駅 - 奥体中心駅
 15号線
安立路駅 - 奥林匹克公園駅 - 北沙灘駅